# Charles Christopher Adams
Pour les articles homonymes, voir Charles Adams (homonymie) et Adams.
Charles Christopher Adams est un zoologiste américain, né le 23 juillet 1873 à Clinton dans l'Illinois et mort le 22 mai 1955 à Albany dans l'État de New York.

## Biographie
Il fait ses études à l’Université Wesleyenne de l'Illinois, à l’université Harvard et à l’université de Chicago. De 1906 à 1907, il travaille pour la Cincinnati Society of Natural History et pour le muséum de l’université de Cincinnati. De 1914 à 1916, il est professeur assistant en zoologie forestière à l’université de Syracuse. À partir de 1919, il dirige la station expérimentale Roosevelt sur la faune forestière.

## Liste partielle des publications
- An Ecological Survey of Isle Royal, Lake Superior, en collaboration (1909)
- Guide to the Study of Animal Ecology (1915)
- An Ecological Study of Forest and Prairie Invertebrates (1915)
- Variations and Ecological Distribution of the Snails of the Genus IO (1915)

## Source
- (en) Cet article est partiellement ou en totalité issu de l’article de Wikipédia en anglais intitulé « Charles Christopher Adams » (voir la liste des auteurs) (version du 22 juillet 2007).